# Malimbus nitens
Malimbus nitens là một loài chim trong họ Ploceidae.